# ماجدة عدلي
ماجدة عدلي مناضلة حقوقية ونسوية منذ عهد جمال عبد الناصر وحتى لحظتنا هذه، انضمت إلي الحركة الطلابية في السبعينات وشاركت في دعم القضية الفلسطينية وحركة التحرر الوطني في الجزائر  ومديرة مركز النديم لتأهيل ضحايا العنف والتعذيب.

## عن حياتها

### نشأتها ودراستها
ولدت ماجدة عدلي في القاهرة فـي برمهات/ مارس 1953، من أسرة ليس لها علاقة بالسياسة، فـالأم كانت مدرّسة لغة عربية، والأب كان موظفاً، وعمل لوقت قصير مع حزب الوفد في شبابه.
شجعتها والدتها في الصغر علي المشاركة في الانشطة المدرسية، الإذاعة، الجماعات الصحية وغيرها من أنشطة. وانضمت إلى تنظيم الشباب التابع لـ الاتحاد الاشتراكي في الصف الأول الثانوي ونشطت به.
و فـي سنة 1968: التحقت بـ منظمة الشباب، وهو تنظيم ناصري، كان من ضمن أنشطته في تلك الفترة تقديم خدمات للحي، فصول تقوية، محو امية، وخدمات مباشرة للمهاجرين من مد القناة، وفي مرحلة الثانوية كانت مسؤولة منظمة الشباب في المدرسة الثانوية وعضو لجنة قسم الخليفة الحي في المنظمة.
في 1971 أكتشفت أن التنظيم الطليعي التنظيم الطليعي يتجسس على أعضاء منظمة الشباب، فآتي قرارها حاسماً بترك منظمة الشباب في 1971، والانضمام إلى حزب العمال الشيوعي، لا سيما وانه كان الأقرب لها في الأفكار التي تخص تحرير الوطن والديموقراطية وتطبيق العدالة الاجتماعية.
درست الطب في جامعة الأزهر، وتطوعت في مستشفي القصر العيني لخدمة الجبهة.
وتخرجت في 1981 بعد تعطل دراسي لعامين، قبل حصولها على الامتياز ثم لاحقا على ماجستير التخدير من جامعة عين شمس، رغم استمرار نشاطاتها السياسية والملاحقات الأمنية لها.

### العمل السياسي
اشتهرت ماجدة عدلي بـ آرائها الجريئة ضد الحكومات والأنظمة الديكتاتورية، ودفاعها عن المظلومين، ودفعت ثمن جرأتها مرات عديدة فتارة كان الحبس وتارة التهديد والتضييق.
ففي 14 مارس 1977 اعتقلت ماجدة عدلي من قلب جامعة عين شمس أثناء حفل تأبين شهداء انتفاضة الخبز، وظلت في السجن أكثر من عام قبل خروجها في 30 أبريل 1978، ثم اعتقلت مرة أخرى فـي في 27 مايو لمدة شهرين.
وفي 25 مايو 2005 شاركت ماجدة عدلي في مظاهرة رفض الإستفتاء على التعديلات الدستورية، وكانت شاهدة على وقائع الاعتداء الجنسي على المتظاهرات والصحفيات، أمام ضريح سعد زغلول ونقابة الصحفيين في ذلك اليوم.

### العمل الأكاديمي
بعد قضائها فترة الامتياز في الريف في الثمانينات عملت مع حزب التجمع في لجنة المرأة في شبرا الخيمة لفترة، ثم دخلت انتخابات مجلس الشعب في عام 1984.
وفي 1983 عُينت كطبيبة تخدير في مستشفى حكومي في قليوب، عملت بها حتى بلوغها التقاعد 
و في عام 1993 ناقش معها زملاؤها عايدة سيف الدولة وسوزان فياض وعبد الله منصور فكرة تأسيس مركز يناهض التعذيب. وبالفعل تأسس في مسره/ أغسطس 1993 تحت إدارة عدلي، وكان يهدف إلـي مناهضة كافة أشكال العنف والتعذيب، بغض النظر عن جنس أو جنسية أو عمر الضحية، وأيا من كان الجاني، وسواء كان العنف جماعيا أو فرديا، جسديا أو نفسيا أو جنسيا.

### مركز النديم
مركز النديم للعلاج والتأهيل النفسي لضحايا العنف والتعذيب، هو جمعية مصرية غير حكومية أسست في مسرة/ أغسطس 1993 كشركة مدنية غير هادفة للربح. في العام الأول بعد التأسيس اقتصر نشاط المركز على تأهيل ضحايا التعذيب نفسيا وتزويدهم بالتقارير الطبية القانونية عند الحاجة.
اما الآن فيقدم المركز: أنشطة متعلقة بالتعذيب، أنشطة لها علاقة بالعنف ضد المرأة، المشروع العالمي لتطوير مهارات تقديم الدعم النفسي لضحايا التعذيب، التدريب والتوعية، علاج الناجين من التعذيب، البحث.
قدم القائمون علي النديم الدعم لأكثر من 5000 مواطن تعرضوا لانتهاكات، ولا يقتصر عملهم علي هذا الحد فحسب، بل قدموا الدعم لأسرهم التي عانت أيضا من آثار تعذيب ذويهم، واستطاعوا الوصول للقرى والصعيد لتقديم الدعم للضحايا هناك سواء بالتأهيل أو المساعدة في تقديم الدعم القانوني. أما بالنسبة لعدد المستفيدات من برنامج دعم النساء المعنفات فوَصل إلى 872 ضحية 

### الجوائز التي حصدتها
قامت مؤسسة المرأة الجديدة في خلال احتفاليتها بمرور ثلاثين عاماً على تأسيسها، بتكريم ماجدة عدلي.

#### لقاءات
- ماجدة عدلي لـ«البديل»: نظام مبارك لم يتغير والسيسى أحد رجاله
- حوار| الدكتورة ماجدة عدلي: «حصاد القهر» و«توثيق التعذيب» وراء إغلاق «النديم»
- لقاء مع ماجدة عدلي مديرة مركز النديم
- د/ ماجدة عدلي في حوار مع القناة الأولى بالتلفزيون الألماني
- د. ماجدة عدلي: وزارة الداخلية بتهدم هذه الدولة لأن التعذيب لديهم أمر واجب
- حديث د/ماجدة عدلى عن مشكلة التحرش الجنسى
- د.ماجدة عدلي: المحبوسون احتياطيا في وضع أشبه بـ«الاعتقال» #اليوم_العالمي_لحقوق_الإنسان
- د. ماجدة عدلي: أمن الدولة يواصل مهامة القديمة والداخلية بتشتغل بدون ظبط أو ربط
- ماجدة عدلي في برنامج مباشر مع العاصمة وحديثها عن حقوق المرأة وظاهرة زواج القاصرات في مصر
- حوار د/ماجدة عدلي لمصر العربية: «الشرطة ابتدعت عمليات التحرش الجماعي منذ 2005»
- ماجدة عدلي فـي برنامج الصورة الكاملة وحديثها عن «المرأة المصرية.. تاريخ من النضال والثورة»